# Cat Zingano
Cat Zingano, nome d'arte di Cathilee Deborah Albert (Boulder, 1º luglio 1982), è una lottatrice di arti marziali miste statunitense.
Combatte nella divisione dei pesi gallo per la promozione Ultimate Fighting Championship, nella quale è stata una contendente al titolo di categoria nel 2015 venendo sconfitta dalla campionessa Ronda Rousey.
È stata campionessa sia nella categoria dei pesi gallo che nella categoria dei pesi mosca nelle promozioni locali del Colorado Ring Of Fire e Fight To Win.
Zingano è nota per le sue abilità in tutti gli aspetti del combattimento e per la sua sfrontatezza.
È stata premiata Inspirational Fighter ai Women's Mixed Martial Arts Awards nel 2014.
Per il sito specializzato MMARising.com Zingano è la sesta lottatrice più forte del mondo nella categoria dei pesi gallo.

## Vita privata
Nel 2010 ha sposato il cintura nera di jiu jitsu brasiliano Mauricio Zingano, morto suicida il 13 gennaio 2014 a 37 anni. La coppia ha avuto un figlio, Brayden, facendo della Zingano la prima madre a competere nella UFC.

## Caratteristiche tecniche
Con un background nella lotta libera che ha avuto inizio all'età di 12 anni, Zingano è stata per quattro volte campionessa nazionale di lotta libera e all-american; è una praticante di jiu jitsu brasiliano di successo e ha esordito anche come professionista di muay thai: tutto ciò la rende una delle lottatrici più complete del panorama internazionale.

## Carriera nelle arti marziali miste

### Inizi
Zingano inizia come lottatrice dilettante nel 2007 con diversi incontri nel Colorado, ottenendo in meno di un anno un record parziale di tre vittorie ed una sola sconfitta patita contro Louise Johnson.
L'esordio di Zingano come professionista di arti marziali miste avvenne nel 2008 con la promozione Ring of Fire, organizzazione con base in quella Broomfield che è la città di residenza di Zingano: qui lotta subito per il titolo dei pesi gallo sconfiggendo con una leva al braccio Karina Taylor (record: 0-1) e divenendo campionessa.
Nel 2009 Zingano combatte un solo incontro battendo tramite uno strangolamento Angela Samaro (record: 1-0).
Torna a combattere un anno dopo per il titolo dei pesi gallo (130 libbre) Fight To Win contro la futura campionessa dei pesi mosca Invicta FC Barb Honchak, vincendo ai punti per decisione unanime dei giudici di gara e divenendo quindi campionessa in due differenti promozioni contemporaneamente.
Sempre nel 2010 Zingano vince il titolo dei pesi mosca Ring of Fire mettendo KO Ivana Coleman.
Combatte un incontro nel Dakota del Nord contro la quotata cintura nera di jiu jitsu brasiliano Carina Damm (record: 15-4) vincendo per KO tecnico con una combinazione di pugni e gomitate.
Nel 2011 vince il suo quarto titolo in carriera quando ottiene la cintura dei pesi mosca Fight To Win con una vittoria per KO contro l'ex campionessa Smackgirl e contendente al titolo dei pesi gallo Strikeforce Takayo Hashi (record: 13-3).

### Invicta Fighting Championships
Nel 2012 Zingano unisce alla divisione dei pesi gallo nella neonata organizzazione Invicta FC, promozione solamente femminile che puntava a diventare la promozione di riferimento delle WMMA.
Avrebbe dovuto esordire nell'evento Invicta FC 1: Coenen vs. Ruyssen contro Anita Rodriguez, ma un infortunio le impedì di prendere parte all'incontro.
A quel punto viene in contatto con la prestigiosa Strikeforce che programma una sfida tra lei e la brasiliana Amanda Nunes per l'evento Strikeforce: Melendez vs. Healy, ma a causa di vari infortuni capitati ai lottatori che avrebbero dovuto prendere parte a tale evento l'intero show venne annullato.
Nell'ottobre 2012 debutta finalmente in Invicta FC prendendo parte all'evento Invicta FC 3: Penne vs Sugiyama opposta a Raquel "Rocky" Pennington (record: 3-1): Zingano portò il proprio record in carriera ad un perfetto 7-0 con una vittoria per sottomissione.

### Ultimate Fighting Championship
Verso la fine del 2012 l'UFC, la più prestigiosa organizzazione di arti marziali miste del mondo, decise di inserire la divisione dei pesi gallo femminili sulla scia della grande popolarità acquisita dall'ultima campionessa Strikeforce Ronda Rousey, che fu la prima donna nella storia dell'UFC ad essere messa sotto contratto come lottatrice.
Nel 2013 anche Zingano firmò per l'UFC venendo inserita nei ranking ufficiali dell'organizzazione come la contendente numero 4 tra i pesi gallo femminili: esordì contro la contendente numero 1 ed ex campionessa Strikeforce Miesha Tate in un incontro che avrebbe premiato la vincitrice con la possibilità di fare da allenatrice opposta alla campionessa Ronda Rousey nella successiva stagione del reality show The Ultimate Fighter e con la possibilità successivamente di affrontare la Ronda per il titolo dei pesi gallo UFC: dopo due round concitati ed equilibrati durante i quali Zingano rischiò di venire sottomessa per mezzo di alcune leve agli arti nel terzo round la lottatrice del Minnesota risolse la situazione con la sua ottima muay thai e mise KO Miesha; l'incontro venne premiato con il riconoscimento Fight of the Night, per la prima volta nella storia dell'UFC assegnato ad un incontro tra donne e conseguentemente Zingano divenne la nuova contendente al titolo.
In maggio però Zingano s'infortunò e dovette così rinunciare all'esperienza nel The Ultimate Fighter, lasciando il posto alla sconfitta Miesha: si trattò di uno strappo al legamento crociato anteriore destro che richiese diversi mesi di stop, e in ottobre venne rilevato anche un problema al menisco sinistro che necessitò di una terapia con cellule staminali.
Nel 2014 ai propri problemi di natura fisica si aggiunse l'improvvisa morte del marito Mauricio Zingano.
Tornò a combattere nel settembre del 2014 a più di un anno di distanza dal suo ultimo incontro per affrontare la numero 8 dei ranking Amanda Nunes: la Zingano soffrì la potenza della Amanda nel primo round dal quale ne uscì a fatica, ma sulla distanza la brasiliana rallentò notevolmente e durante l'ultima ripresa Zingano portò un ground and pound che costrinse l'arbitro a decretare la vittoria per la statunitense.
La sfida per il titolo contro l'imbattuta superstar Ronda Rousey arrivò nel febbraio del 2015, e Cat non riuscì a fare meglio delle precedenti contendenti venendo sottomessa in soli 14 secondi.
Tornò a combattere nell'ottagono il 9 luglio del 2016 all'evento UFC 200. Nonostante fosse la favorita venne sconfitta per decisione unanime da Julianna Peña.

## Risultati nelle arti marziali miste
Gli incontri segnati su sfondo grigio si riferiscono ad incontri di esibizione non ufficiali o comunque non validi per essere integrati nel record da professionista.
| Risultato | Record | Avversario         | Metodo                              | Evento                                              | Data              | Round | Tempo | Città                        | Note                                                                 |
| --------- | ------ | ------------------ | ----------------------------------- | --------------------------------------------------- | ----------------- | ----- | ----- | ---------------------------- | -------------------------------------------------------------------- |
| Vittoria  | 12-4   | Olivia Parker      | Sottomissione (armabar)             | Bellator 256                                        | 9 aprile 2021     | 1     | 2:56  | Uncasville, Stati Uniti      |                                                                      |
| Vittoria  | 11-4   | Gabrielle Holloway | Decisione (unanime)                 | Bellator 245                                        | 12 settembre 2020 | 3     | 5:00  | Uncasville, Stati Uniti      | Incontro catchweight (150.7 lbs). Holloway manca il taglio del peso. |
| Sconfitta | 10-4   | Megan Anderson     | KO tecnico (infortunio occhio)      | UFC 232                                             | 29 Dicembre 2018  | 1     | 1:01  | California, Stati Uniti      |                                                                      |
| Vittoria  | 10-3   | Marion Reneau      | Decisione (unanime)                 | UFC Fight Night: dos Santos vs. Ivanov              | 14 Luglio 2018    | 3     | 5:00  | Idaho, Stati Uniti           |                                                                      |
| Sconfitta | 9-3    | Ketlen Vieira      | Decisione (non unanime)             | UFC 222: Cyborg vs. Kunitskaya                      | 3 marzo 2018      | 3     | 5:00  | Las Vegas, Stati Uniti       |                                                                      |
| Sconfitta | 9-2    | Julianna Peña      | Decisione (unanime)                 | UFC 200: Tate vs. Nunes                             | 9 luglio 2016     | 3     | 5:00  | Las Vegas, Stati Uniti       |                                                                      |
| Sconfitta | 9-1    | Ronda Rousey       | Sottomissione (armbar)              | UFC 184: Rousey vs. Zingano                         | 28 febbraio 2015  | 1     | 0:14  | Los Angeles, Stati Uniti     | Per il titolo dei Pesi Gallo UFC                                     |
| Vittoria  | 9-0    | Amanda Nunes       | KO Tecnico (gomitate e pugni)       | UFC 178: Johnson vs Cariaso                         | 27 settembre 2014 | 3     | 1:21  | Las Vegas, Stati Uniti       |                                                                      |
| Vittoria  | 8-0    | Miesha Tate        | KO Tecnico (ginocchiate e gomitata) | The Ultimate Fighter 17 Finale: Faber vs. Jorgensen | 13 aprile 2013    | 3     | 2:55  | Las Vegas, Stati Uniti       | Eliminatoria per il titolo dei Pesi Gallo UFC                        |
| Vittoria  | 7–0    | Raquel Pennington  | Sottomissione (rear naked choke)    | Invicta FC 3: Penne vs Sugiyama                     | 6 ottobre 2012    | 2     | 3:32  | Kansas City, KS, Stati Uniti | Debutto in Invicta FC                                                |
| Vittoria  | 6–0    | Takayo Hashi       | KO (pugni)                          | Fight To Win: Outlaws                               | 14 maggio 2011    | 3     | 4:42  | Denver, Stati Uniti          | Vince il titolo dei Pesi Mosca Fight To Win                          |
| Vittoria  | 5–0    | Carina Damm        | KO Tecnico (pugni e gomitate)       | Crowbar MMA: Winter Brawl                           | 10 dicembre 2010  | 2     | 3:37  | Grand Forks, Stati Uniti     |                                                                      |
| Vittoria  | 4–0    | Ivana Coleman      | KO Tecnico (pugni)                  | Ring Of Fire 38: Ascension                          | 5 giugno 2010     | 1     | 1:54  | Broomfield, Stati Uniti      | Vince il titolo dei Pesi Mosca Ring Of Fire                          |
| Vittoria  | 3–0    | Barb Honchak       | Decisione (unanime)                 | Fight To Win: Phenoms                               | 30 gennaio 2010   | 3     | 5:00  | Denver, Stati Uniti          | Vince il titolo dei Pesi Gallo Fight To Win                          |
| Vittoria  | 2–0    | Angela Samaro      | Sottomissione (anaconda choke)      | Ring Of Fire 33: Adrenaline                         | 10 gennaio 2009   | 2     | 3:40  | Broomfield, Stati Uniti      |                                                                      |
| Vittoria  | 1–0    | Karina Taylor      | Sottomissione (armbar)              | Ring Of Fire 32: Respect                            | 13 giugno 2008    | 1     | 2:30  | Broomfield, Stati Uniti      | Vince il titolo dei Pesi Gallo Ring Of Fire                          |

### Risultati esibizioni nelle arti marziali miste
| Risultato | Record | Avversario            | Metodo                 | Evento                      | Data             | Round | Tempo | Città                   | Note |
| --------- | ------ | --------------------- | ---------------------- | --------------------------- | ---------------- | ----- | ----- | ----------------------- | ---- |
| Vittoria  | 3-1    | Krystal Macatol       | Sottomissione (armbar) | Battlequest 8               | 11 aprile 2008   | 1     | 0:51  | Denver, Stati Uniti     |      |
| Sconfitta | 2-1    | Louise Johnson        | KO Tecnico (pugni)     | KC 45: Season's Beatings 2  | 8 dicembre 2007  | 3     | 2:24  | Lakewood, Stati Uniti   |      |
| Vittoria  | 2-0    | Colette Elaine Garcia | KO Tecnico (pugni)     | Ring Of Fire 31: Undisputed | 1º dicembre 2007 | 3     | 0:45  | Broomfield, Stati Uniti |      |
| Vittoria  | 1-0    | Ann Wyborny           | KO Tecnico (pugni)     | RMBB & PCF 1: HellRazor     | 26 ottobre 2007  | 1     | 1:43  | Denver, Stati Uniti     |      |